# Carlo Sassarini
Carlo Sassarini (Levanto, 14 novembre 1971) è un allenatore di calcio ed ex calciatore italiano, di ruolo difensore.

## Carriera
Difensore, impiegato spesso sulla fascia sinistra, ha militato in numerose squadre professionistiche italiane. Non si è mai legato per molto tempo alla stessa compagine ed ha così vestito molte casacche, talvolta pure cambiando squadra a campionato in corso. Su tutte da ricordare il Bari con cui è stato in Serie A in tre distinte stagioni, poi il Genoa, il Torino e l'Ascoli in Serie B.
Chiude con il calcio professionistico nel 2010 dopo aver giocato nel Noicattaro.

## Palmarès

### Club

#### Competizioni nazionali
- Coppa Italia Serie C: 1

Como: 1996-1997
- Serie D: 1

Noicattaro: 2006-2007